# محمود فؤاد عبد الجواد
فريق / محمود فؤاد عبد الجواد (19 مارس 1966 - ) قائد عسكري مصري، شغل سابقاً منصب قائد القوات الجوية المصرية.

## التأهيل العسكري
- بكالوريوس طيران وعلوم عسكرية 1987.[3]
- فرقة قادة أسراب جوية.
- ماجستير العلوم العسكرية أركان حرب عام.
- دورة تأهيل وإعداد لوظائف التمثيل العسكري.
- دورة حرب عليا.

## الحياة المهنية
تدرج الفريق محمود فؤاد عبد الجواد في مختلف الوظائق بالقوات الجوية المصرية وهي:
- قائد السرب 82 باللواء الجوي 252.
- مساعد رئيس مكتب مشتريات باريس.
- قائد اللواء جوي 252.
- نائب رئيس شعبة التسليح الجوي.
- رئيس شعبة التسليح الجوي.
- قائد المنطقة الجوية الشرقية.
- مساعد رئيس أركان حرب القوات المسلحة.
- رئيس شعبة التدريب الجوي.
- رئيس أركان القوات الجوية.

## الميداليات والأنواط
حاز الفريق محمود فؤاد عبد الجواد على عدة أنواط وميداليات هي:
- نوط الخدمة الممتازة.
- نوط الواجب العسكري من الطبقة الأولى.
- نوط تحرير سيناء.
- ميدالية اليوبيل الذهبي لثورة 23 يوليو 1952.
- ميدالية اليوبيل الفضي لنصر أكتوبر 1973.
- ميدالية العيد الخمسيني للقوات الجوية.
- ميدالية الخدمة الطويلة والقدوة الحسنة.
- ميدالية 25 يناير.
- ميدالية 30 يونيو.
- ميدالية اليوبيل الفضي للقوات الجوية.
- ميدالية اليوبيل الفضي لتحرير سيناء.

## وصلات خارجية
- الموقع الرسمي لوزارة الدفاع المصرية.